# Susan Rojcewicz
Susan Marie Rojcewicz (ur. 29 maja 1953 w Worcesterze) – amerykańska koszykarka, polskiego pochodzenia, występująca na pozycji rozgrywającej, wicemistrzyni olimpijska z Montrealu 1976, po zakończeniu kariery zawodniczej trenerka koszykarska.
Susan Rojcewicz grała w koszykówkę w drużynach uniwersyteckich. Z reprezentacją Stanów Zjednoczonych zagrała na Mistrzostwach Świata w Koszykówce Kobiet 1975, Igrzyskach Panamerykańskich 1975 oraz na Letnich Igrzyskach Olimpijskich 1976.
Po zakończeniu studiów w 1975 pracowała jako nauczycielka wychowania fizycznego i asystentka trenera koszykówki. W 1982 została trenerem koszykówki na Uniwersytecie San Francisco.

## Osiągnięcia
Na podstawie, o ile nie zaznaczono inaczej.

### Zawodnicze
AIAW
- 3. miejsce podczas mistrzostw AIAW Division I (1973, 1974)
- 4. miejsce podczas mistrzostw AIAW Division I (1975)
- Zaliczana do I składu Kodak All-American (1975)

Indywidualne
- Wybrana do[6]:
  - Żeńskiej Galerii Sław Koszykówki (2000)
  - Galerii Sław Sportu SCSU – SCSU Hall of Fame (1988)

Reprezentacja
- Mistrzyni:
  - igrzysk panamerykańskich (1975)
  - turnieju kwalifikacyjnego do igrzysk (1976)[7]
- Wicemistrzyni olimpijska (1976)[8]
- Uczestniczka mistrzostw świata (1975 – 8. miejsce)[9]

### Trenerskie
- Trenerka roku konferencji West Coast NCAA Division I (1987)